# Deltagare i Giro d’Italia 2009
Denna artikeln är en lista över deltagare i Giro d’Italia 2009 – dessa  cyklister deltog i tävlingen Giro d’Italia 2009:
| Acqua & Sapone-Caffè Mokambo | Ag2r-La Mondiale | Astana Team |
| - 01. Stefano Garzelli - 02. Dario Andriotto - 03. Massimo Codol - 04. Alessandro Donati - 05. Francesco Failli - 06. Ruggero Marzoli - 07. Andrea Masciarelli - 08. Francesco Masciarelli - 09. Giuseppe Palumbo          | - 11. Tadej Valjavec - 12. Vladimir Jefimkin - 13. Sébastien Hinault - 14. Jurij Krivtsov - 15. Julien Loubet - 16. Aleksandr Pliuşkin - 17. Jean-Charles Sénac - 18. Blaise Sonnery - 19. Ludovic Turpin   | - 21. Lance Armstrong - 22. Janez Brajkovic - 23. Christopher Horner - 24. Levi Leipheimer - 25. Steve Morabito - 26. Daniel Navarro - 27. Jaroslav Popovytj - 28. José Luis Rubiera - 29. Andrej Zejts            |
| Barloworld | BBox Bouygues Télécom | Caisse d’Epargne |
| - 31. Mauricio Soler - 32. John-Lee Augustyn - 33. Francesco Bellotti - 34. Diego Caccia - 35. Félix Cardenas - 36. Giampaolo Cheula - 37. Christopher Froome - 38. Robert Hunter - 39. Paolo Longo Borghini               | - 41 Julien Belgy - 42 Steve Chainel - 43 Yohann Gene - 44 Saïd Haddou - 45 Perrig Quemeneur - 46 Evgenij Sokolov - 47 Matthieu Sprick - 48 Johann Tschopp - 49 Thomas Voeckler                             | - 51. David Arroyo - 52. Arnold Jeannesson - 53. Vasil Kiryenka - 54. Pablo Lastras - 55. David Lopez Garcia - 56. Francisco Perez - 57. Mathieu Perget - 58. Joaquin Rodríguez - 59. Anthony Charteau             |
| Cervélo TestTeam | Fuji-Servetto | Garmin-Slipstream |
| - 61. Carlos Sastre - 62. Philip Deignan - 63. Simon Gerrans - 64. Volodymyr Gustov - 65. Jeremy Hunt - 66. Ted King - 67. Ignatas Konovalovas - 68. Daniel Lloyd - 69. Serge Pauwels                                      | - 71. Iker Camano - 72. Eros Capecchi - 73. Davide Viganò - 74. Angel Gomez Gomez - 75. Jesus Del Nero - 76. Hector Gonzalez - 77. Alberto Fernández - 78. Fredrik Kessiakoff - 79. Ricardo Serrano         | - 81. Tom Danielson - 82. Julian Dean - 83. Tyler Farrar - 84. Cameron Meyer - 85. David Millar - 86. Danny Pate - 87. Christian Vande Velde - 88. Bradley Wiggins - 89. David Zabriskie                           |
| Team ISD | Lampre-N.G.C. | Team Liquigas |
| - 91. Giovanni Visconti - 92. Oscar Gatto - 93. Dario Cioni - 94. Ian Stannard - 95. Andrij Grivko - 96. Dmytro Grabovskyj - 97. Bartosz Huzarski - 98. Leonardo Scarselli - 99. Ruslan Pidgornij                          | - 101. Damiano Cunego - 102. Matteo Bono - 103. Marzio Bruseghin - 104. Mauro Da Dalto - 105. Enrico Gasparotto - 106. Francesco Gavazzi - 107. Marco Marzano - 108. Manuele Mori - 109. Paolo Tiralongo    | - 111. Ivan Basso - 112. Valerio Agnoli - 113. Kjell Carlström - 114. Vladimir Miholjevic - 115. Franco Pellizotti - 116. Manuel Quinziato - 117. Gorazd Stangelj - 118. Sylvester Szmyd - 119. Alessandro Vanotti |
| LPR Brakes-Farnese Vini | Quick Step | Rabobank |
| - 121. Danilo Di Luca - 122. Gabriele Bosisio - 123. Riccardo Chiarini - 124. Giairo Ermeti - 125. Jure Golcer - 126. Matteo Montaguti - 127. Alessandro Petacchi - 128. Daniele Pietropolli - 129. Alessandro Spezialetti | - 131. Allan Davis - 132. Dario Cataldo - 133. Dries Devenyns - 134. Addy Engels - 135. Mauro Facci - 136. Francesco Reda - 137. Kevin Hulsmans - 138. Kevin Seeldrayers - 139. Davide Malacarne            | - 141. Denis Mentjov - 142. Mauricio Ardila - 143. Laurens Ten Dam - 144. Jos Van Emden - 145. Bram De Groot - 146. Pedro Horrillo - 147. Dmitriy Kozontchuk - 148. Tom Stamsnijder - 149. Maarten Tjallingii      |
| Serramenti PVC Diquigiovanni-Androni Giocattoli | Silence-Lotto | Team Columbia-High Road |
| - 151. Gilberto Simoni - 152. Leonardo Bertagnolli - 153. Michele Scarponi - 154. Alessandro Bertolini - 155. José Serpa - 156. Rubens Bertogliati - 157. Francesco De Bonis - 158. Carlos Ochoa - 159. Jackson Rodriguez  | - 161. Christophe Brandt - 162. Francis De Greef - 163. Bart Dockx - 164. Philippe Gilbert - 165. Pieter Jacobs - 166. Jonas Ljungblad - 167. Olivier Kaisen - 168. Jelle Vanendert - 169. Charles Wegelius | - 171. Michael Barry - 172. Edvald Boasson Hagen - 173. Mark Cavendish - 174. Thomas Lövkvist - 175. Marco Pinotti - 176. Morris Possoni - 177. Mark Renshaw - 178. Michael Rogers - 179. Kanstantsin Siŭtsoŭ      |
| Katjusja | Team Milram | Team Saxo Bank |
| - 181. Filippo Pozzato - 182. Pavel Brutt - 183. Nikita Eskov - 184. Michail Ignatjev - 185. Sergej Klimov - 186. Luca Mazzanti - 187. Jevgenij Petrov - 188. Aleksandr Serov - 189. Ben Swift                             | - 191. Luca Barla - 192. Robert Förster - 193. Markus Fothen - 194. Thomas Fothen - 195. Martin Müller - 196. Thomas Rohregger - 197. Matthias Russ - 198. Ronny Scholz - 199. Björn Schröder               | - 201. Fabian Cancellara - 202. Jens Voigt - 203. Anders Lund - 204. Jason McCartney - 205. Juan José Haedo - 206. Jurgen Van Goolen - 207. Lars Ytting Bak - 208. Matthew Goss - 209. Nicki Sørensen              |
| Xacobeo-Galicia | | |
| - 211. Serafin Martinez - 212. Gustavo Cesar Veloso - 213. David García Dapena - 214. Vladimir Isajtjev - 215. Gonzalo Rabunal - 216. Delio Fernandez - 217. Iban Mayoz - 218. Marcos Garcia - 219. Eduard Vorganov        | | |